# Paul Gemignani
Paul Gemignani (California, 1938) è un direttore d'orchestra statunitense.

## Biografia
Tra i maggiori interpreti dell'opera di Stephen Sondheim, Paul Gemignani ha fatto il suo debutto a Broadway nel 1971 come direttore d'orchestra del musical Follies. Da allora ha diretto l'orchestra di oltre quaranta musical a Broadway e Londra, tra cui le produzioni originali di A Little Night Music (1973), Sweeney Todd (1979), Evita (1979), Merrily We Roll Along (1981), Sunday in the Park with George (1984), Jerome Robbins' Broadway (1989) Crazy for You (1992) e acclamati revival di Candide (1974), On the Twentieth Century (1978), Kiss Me, Kate (1999 e 2019) e She Loves Me (2016). È noto soprattutto per la sua direzione musicale di Sweeney Todd: The Demon Barber of Fleet Street, per cui ha condotto l'orchestra durante la produzione originale, alla Royal Opera House nel 2003 e per la colonna sonora dell'adattamento cinematografico del musical ad opera di Tim Burton.
Attivo anche in campo cinematografico, ha diretto l'orchestra della colonna sonora anche di Kramer contro Kramer (1979), Reds (1981) e Il ritorno di Mary Poppins (2018). Nel corso della sua carriera ha diretto orchestre prestigiose come la Boston Symphony Orchestra, la Royal Philharmonic Orchestra e l'Orchestra Sinfonica di Londra. Per il suo lavoro a Broadway Gemignani è stato premiato con il Drama Desk Award nel 1989 e con uno speciale Tony Award nel 2001. Nel 2006 ha vinto il premio Emmy alla miglior direzione musicale per uno speciale TV del musical South Pacific e nel 2010 il suo nome è stato scritto nell'American Theatre Hall of Fame.
Dal 1978 al 1996 Paul Gemignani è stato sposato con la cantante Carolann Page, da cui ha avuto il figlio Alexander. Successivamente si è risposato con Derin Altay, che aveva diretto in Evita a Broadway negli anni 80.